# Prato allo Stelvio
Prato allo Stelvio (em alemão: Prad am Stilfserjoch) é uma comuna italiana da região do Trentino-Alto Ádige, província de Bolzano, com cerca de 3.142 habitantes. Estende-se por uma área de 51 km², tendo uma densidade populacional de 62 hab/km². Faz fronteira com Glorenza, Lasa, Sluderno, Stelvio, Tubre.

## Demografia
| Variação demográfica do município entre 1861 e 2011                               |
|                                                                                   |
| Fonte: Istituto Nazionale di Statistica (ISTAT) - Elaboração gráfica da Wikipedia |